# Youth America Grand Prix
Youth America Grand Prix, Inc. (YAGP) è il più grande concorso internazionale di danza classica e programma di borse di studio senza scopo di lucro al mondo, aperto a studenti di danza di tutte le nazionalità tra i 9 e i 19 anni. Ogni anno vengono assegnati più di $ 500.000 in borse di studio per le più importanti scuole di danza del mondo dai direttori e dai rappresentanti di queste preminenti istituzioni. YAGP organizza tutti gli anni audizioni regionali negli Stati Uniti e in tutto il mondo, con le Finali del concorso che si tengono a New York ogni anno ad aprile.

## Obiettivi
Youth America Grand Prix è il più grande concorso internazionale di danza classica per l’assegnazione di borse di studio. È ampiamente riconosciuto come il programma di borse di studio più importante al mondo per giovani ballerini di età compresa tra i 9 e 19 anni. YAGP è un'organizzazione educativa senza scopo di lucro con sede a New York (501 (c) (3)).
L’obiettivo di YAGP è quello di garantire il futuro della danza assegnando borse di studio per le principali istituzioni di danza del mondo e creando opportunità educative e professionali per i giovani ballerini, fungendo da trampolino di lancio per una carriera nel mondo della danza.
Ogni anno, oltre 10.000 ballerini partecipano al concorso e alle audizioni che YAGP tiene in oltre 25 località in Nord America e nelle sedi internazionali tra cui Argentina, Australia, Belgio, Brasile, Canada, Cina, Francia, Italia, Giappone, Corea, Messico, Paraguay.
Circa 1.200 studenti vengono selezionati ogni anno dalla giuria di YAGP per partecipare alle finali di New York, dove vengono visti dai direttori e dai rappresentanti delle principali accademie di danza del mondo. Ogni anno vengono assegnati più di $ 500.000 in borse di studio presso queste istituzioni di danza.
Per offrire maggiori opportunità al crescente numero di partecipanti alle semifinali regionali e assicurarsi che ogni evento sia un'esperienza formativa autonoma, negli ultimi anni YAGP ha iniziato ad assegnare borse di studio durante le semifinali regionali.
In 20 anni dalla fondazione di YAGP, oltre 100.000 ballerini hanno partecipato a eventi YAGP in tutto il mondo, sono stati assegnati 3,5 milioni di dollari in borse di studio per le principali accademie di danza del mondo a giovani ballerini e più di 450 ex studenti ballano attualmente in 80 compagnie di danza in tutto il mondo.
YAGP offre agli studenti di danza l'opportunità unica di essere visti, di avere come insegnanti ed essere guidati professionalmente dai direttori e dai principali docenti delle più prestigiose compagnie e scuole del mondo, tra cui: ABT/JKO School), The Australian Ballet School, The Houston Ballet Academy, The Joffrey Ballet School, The John Cranko School of Stuttgart Ballet, Paris Opera Ballet School, Les Ballets de Monte Carlo, The San Francisco Ballet School, tra gli altri - vedi anche la Giuria (sotto).
Molti ex studenti YAGP continuano una carriera professionale nella danza, entrando a far parte di compagnie di danza di fama mondiale come ad esempio: American Ballet Theatre, Australian Ballet, Dutch National Ballet, Houston Ballet, Joffrey Ballet, Mariinsky Theatre, National Ballet of Canada, New York City Ballet, Paris Opera Ballet, Royal Ballet, Stuttgart Ballet, tra gli altri.
Tra gli ex-studenti di YAGP di maggior successo ci sono ad esempio Maria Abashova, Isabella Boylston, Cesar Corrales, Michaela DePrince, Sasha De Sola, Matthew Golding, Melissa Hamilton, Sarah Lane, Lauren Lovette, Brooklyn Mack, Sara Mearns, Sergei Polunin, Hee Seo e Cory Stearns tra gli altri. - vedi anche Ex Allievi YAGP che si sono distinti (sotto).

## Storia
Mentre perseguiva la sua carriera di insegnante negli Stati Uniti, Larissa Saveliev voleva mostrare i progressi dei suoi studenti e imparare dagli altri insegnanti della zona. Sperava di trovare una versione classica dei concorsi di danza jazz che all'epoca erano molto popolari, eppure negli Stati Uniti non esistevano competizioni per studenti nell’ambito della danza classica. Nel 1999, insieme a suo marito Gennadi Saveliev (allora solista dell'American Ballet Theater) decise di crearne uno e fondò il Youth America Grand Prix.
YAGP è stato creato e sviluppato con il coinvolgimento attivo di Sergey Gordeev, che è diventato il Direttore e Fondatore degli Affari Esterni, Shelley King, che ha guidato il team come Direttore Operativo per oltre 12 anni, Barbara Brandt, che è stata il primo membro del Consiglio di amministrazione di YAGP, e continua a rimanere attivamente coinvolta come membro del Consiglio di amministrazione e Presidente emerito, Judith M. Hoffmann, che è entrata come uno dei primi membri del Consiglio di amministrazione, e Linda Morse, che è l'attuale - e il più a lungo in carica - Presidente del Consiglio di amministrazione.
YAGP è stato lanciato ufficialmente nel 1999 con concorsi e lezioni tenute a Boston, Washington, DC., Chicago, Los Angeles e Boca Raton. 8 scuole americane hanno presentato borse di studio nel primo anno di fondazione di YAGP.
Il concorso è diventato rapidamente il più grande negli Stati Uniti ed è riconosciuto a livello internazionale. La Royal Ballet School è stata la prima a presentare una borsa di studio a livello internazionale.
YAGP è stato il primo concorso a introdurre il concetto secondo cui uno studente non deve vincere il 1º, 2º o 3º posto per ricevere il premio (borsa di studio). Le borse di studio presso YAGP sono assegnate in base alla valutazione da parte di ogni singolo direttore scolastico del potenziale di uno studente, indipendentemente dalla decisione della giuria. Questo concetto è stato ora ampiamente adottato da molte altre competizioni di balletto in tutto il mondo.
Nel 2005, l'Organizzazione delle Nazioni Unite per l'educazione, la scienza e la cultura (UNESCO) ha riconosciuto il contributo di YAGP all'educazione alla danza internazionale assegnandole un riconoscimento al prestigioso Conseil International de la Danse (CID) dell'UNESCO.
Nel 2007 Youth America Grand Prix è diventata la prima organizzazione nella storia cinquantennale del prestigioso Spoleto Dance Festival in Italia a presentare le esibizioni degli studenti.
Nel 2009, YAGP ha battuto il Guinness World Record per "Maggior numero di ballerini in punta" con 221 ballerini provenienti da 27 paesi.
Nel 2010 YAGP ha presentato la YAGP Job Fair, una serie di audizioni speciali che offre ai partecipanti e agli ex allievi di YAGP la possibilità di essere visti e ingaggiati dai direttori delle principali compagnie di danza del mondo.
Nel 2014 YAGP ha lanciato una nuova iniziativa di educazione alla danza: "Dance in Higher Education" - un programma che offre agli studenti di danza e ai loro genitori l'opportunità di incontrare i rappresentanti dei principali programmi di danza e formazione universitaria del paese e di venire a conoscenza delle diverse opzioni per combinare l’educazione accademica con gli studi di danza.
YAGP è membro dell'International Federation of Ballet Competitions (IFBC) ed è partner di Moscow International Ballet Competition, Prix de Lausanne, Varna International Ballet Competition, e USA International Ballet Competition.

## Il Concorso
I partecipanti al Concorso YAGP sono divisi in tre categorie di età: Categoria Senior (15-19 anni), Categoria Junior (12-14 anni) e Categoria Pre-Competitive (9-11 anni).
Oltre alle borse di studio, YAGP assegna altri premi ai partecipanti più talentuosi, come il Dance Europe Award. Il miglior ballerino nella categoria Senior riceve il Grand Prix. Un ballerino eccezionale nella categoria Junior riceve il Youth Grand Prix e il ballerino che mostra il maggior potenziale nella categoria Pre-Competitive riceve l’Hope Award. Il Primo, il Secondo e il Terzo posto vengono assegnati a uomini e donne della categoria solisti Senior, Junior e Pre-Competitive. Il Primo, il Secondo e il Terzo posto vengono assegnati nelle categorie Ensemble, per gli Ensemble più numerosi e per i Pas de Deux.
Per sviluppare e favorire il senso di rispetto per l'arte tra i suoi studenti, durante ogni semifinale YAGP organizza lezioni e workshops tenuti dai membri della giuria.

## Borse di studio
Ogni anno, vengono assegnati presso YAGP più di $ 500.000 in borse di studio per le principali accademie di danza del mondo. Mentre alcune istituzioni sono rappresentate ogni anno, altre erogano borse di studio a rotazione. La giuria di YAGP rappresenta le scuole che rilasciano le borse di studio ai partecipanti. Per l'elenco completo dei giudici e delle loro affiliazioni, vedi la Giuria (sopra).

## Recensioni critiche
- "Youth America Grand Prix è cresciuto fino a diventare la più grande e una delle più influenti competizioni giovanili di danza classica al mondo"[5] ed è diventato "un punto di svolta nel mondo della danza. Quasi da un giorno all'altro, il Youth America Grand Prix ha creato un mercato del balletto. ”- Laura Bleiberg, Los Angeles Times.
- "Un viaggio emozionante, teso, a volte straziante, si chiama Youth America Grand Prix, l'élite dell'élite ..." - Cynthia McFadden, ABC Nightline
- "Youth America Grand Prix è una sorta di Olimpiadi del balletto classico ..." - Hedy Wess, Chicago Sun Times
- "Youth America Grand Prix, un evento autentico, riconosciuto a livello internazionale, in cui gli aspiranti ballerini possono vincere trofei, borse di studio e contratti" - Lewis Segal, The Los Angeles Times
- "La crescita esplosiva e la rilevanza che YAGP ... ha raggiunto nei suoi 15 anni è quantomeno notevole." - Jerry Hochman, "Critical Dance"
- "Non c'è dubbio: Larissa e Gennadi Saveliev, che hanno fondato il concorso, hanno reso YAGP quello che è oggi: la piattaforma più emozionante per i giovani ballerini nel mondo." - Dance Europe Magazine
- "Se vuoi vedere il futuro adesso, partecipa al Concorso annuale Youth America Grand Prix a New York." - Elena Tchernichova, Ballet Review
- "Nel mondo del balletto amatoriale, Youth America Grand Prix... è un affare che potenzialmente può cambiare la vita." - Jennifer Van Grove, The Sun Diego Union Tribune
- "Questo Concorso di danza cambia la vita" - Jordan G. Teicher, Slate Magazine
- "Youth America Grand Prix ha raggiunto uno status impressionante in tutto il mondo." - Susan Reiter, Dance Australia
- "Le opportunità educative che offrono i concorsi come YAGP, aiutano a preservare [la forma d'arte] e la aprono ad una gamma sempre più ampia di artisti e appassionati." - Jerry Hochman, "Critical Dance"
- “[YAGP] è essenzialmente l’”American Idol” del balletto classico.” - Jennifer Van Grove, The Sun Diego Union Tribune
- "Fondato 19 anni fa da Larissa e Gennadi Saveliev .., nessuno ... avrebbe potuto sognare quale prestigioso fenomeno mondiale sarebbe diventato [YAGP]." - Jerry Hochman, Critical Dance
- "Per i ballerini, Youth America Grand Prix è l'equivalente di una bozza della NFL, ma più elegante." - Wayne Freedman, ABC news

## Programmi e iniziative
Gala organizzati da YAGP
YAGP Gala “Stars of Today Meet the Stars of Tomorrow”
Nell’ambito della missione educativa nei confronti delle prossime generazioni di ballerini e del pubblico, YAGP utilizza il suo Gala di New York “Stars of Today Meet the Stars of Tomorrow” come sede per presentare nuovi entusiasmanti talenti al pubblico di New York e ai giovani partecipanti del Concorso YAGP di tutto il mondo. Molti dei danzatori che ora sono considerati le star del balletto mondiale più emozionanti e di spicco hanno fatto il loro debutto a New York al Gala "Stars of Today Meet the Stars of Tomorrow" organizzato da YAGP. Tra questi Polina Semionova (Berlin State Ballet); Denis e Anastasia Matvienko, Yevgenia Obraztsova, e Ivan Vasiliev (Bolshoi Ballet); Friedemann Vogel (Stuttgart Ballet); Daniel Camargo, Sasha Mukhamedov e Edo Wijnen (Dutch National Ballet); Yonah Acosta (English National Ballet); Hugo Marchand and Hannah O’Neill (Paris Opera Ballet); Melissa Hamilton e Cesar Corrales (The Royal Ballet); Cecilia Kerche e Vitor Luiz (Theatro Municipal (Rio de Janeiro)
In linea con la sua missione educativa, YAGP ha anche usato il suo Gala “Stars of Today Meet the Stars of Tomorrow” come un'opportunità per presentare a New York una serie di serate d'addio di danzatori professionisti, per offrire ai giovani ballerini la possibilità di sperimentare il loro straordinario talento in uno spettacolo dal vivo. Come parte della sua innovativa programmazione, i Gala organizzati da YAGP hanno incluso le serate d'addio di star del balletto di fama internazionale come Manuel Legris, Etoile dell'Opéra di Parigi, Nikolai Tsiskaridze del Bolshoi Ballet e Darcey Bussell del Royal Ballet.
Il programma del Gala spazia dai noti classici del balletto alla coreografia contemporanea all'avanguardia. Nel tentativo di offrire opportunità non solo ai giovani ballerini di talento, ma anche ai giovani coreografi, YAGP ha lanciato Emerging Choreographer Series. Come parte di questa serie annuale, YAGP ha creato una potente piattaforma per i coreografi emergenti per presentare il loro lavoro alla comunità di danza internazionale. Emerging Choreographer Series ha presentato opere di Camille A. Brown, Marcelo Gomes, Adam Hougland, Emery LeCrone, Gemma Bond, Susan Jaffe e Justin Peck - molti dei quali hanno debuttato con le prime mondiali.
YAGP Galas ha anche presentato le prime mondiali di coreografi affermati come Camille A. Brown, Derek Hough, Benjamin Millepied e Carlos dos Santos, Jr.
Recensioni critiche
Il Gala organizzato da YAGP è "il momento clou della stagione!" - Clive Barnes, NY Post
Gli artisti del Gala organizzato da YAGP sono "una parata di artisti davvero impressionante". - Jocelyn Noveck, The Moscow Times (AP) [8]
"La serata è stata piena di buon umore - Jocelyn Noveck, The Moscow Times (AP)
".... gli inchini hanno naturalmente portato il pubblico in piedi" - Brian Seibert, The New York Times
“Stavamo già esultando a pieni polmoni durante l'ovazione, quando Kevin McKenzie ha fatto segno a Marcelo Gomes e David Hallberg di sollevarlo in alto. Lì siamo letteralmente impazziti ”” Wendy Perron, Dance Magazine
"Il solo numero di grandi ballerini presenti ... è stato sufficiente a lasciarmi completamente abbagliata." - Rachel Zar, Dance Spirit
“C'era talento in abbondanza delle più celebri ballerine da tutto il mondo ... Anche gli uomini erano i migliori che ci siano. ..era pieno di adulti che sapevano apprezzare ciò che stavano guardando ”- Sondra Forsyth, Dance Art
"Il Gala della Makarova ha incoronato tre straordinarie serate di esibizioni di artisti internazionali e di giovani promesse del Concorso Youth America Grand Prix." - Robert Johnson, The Star-Ledger [9]

## Come giudicano i giudici
Nel 2011, YAGP è stato presentato come parte dell'ormai leggendaria serie “Works & Process” del Museo Guggenheim, che esplora la creazione artistica stimolando la conversazione e le esibizioni presso il Peter B. Lewis Theatre del Guggenheim, progettato da Frank Lloyd Wright.
La rappresentazione educativa di YAGP, "How Judges Judge", ha offerto al suo pubblico una rara visione della valutazione professionale dei danzatori da parte dei giudici di YAGP – tra cui Gailene Stock, allora direttore della Royal Ballet School; Franco de Vita, allora direttore dell’ABT/ JKO School; e Adam Sklute, direttore artistico di Ballet West. Presentato dal giornalista televisivo Sergey Gordeev, il programma presentava diversi partecipanti del Concorso YAGP in una competizione improvvisata sul palco, mentre i giudici fornivano feedback per ogni esibizione e spiegavano i motivi alla base della loro valutazione.
"How Judges Judge" è stato trasmesso in streaming online e, all'epoca, è diventato l'evento più visto nella storia di "Works and Process".

## Film First Position
Nel 2011, YAGP è stato descritto in First Position, un documentario pluripremiato diretto da Bess Kargman. Il film ha seguito sei giovani partecipanti di YAGP - Michaela DePrince, Aran Bell, Gaya Bommer-Yemini, Miko Fogarty, Jules Fogarty, Joan Sebastian Zamora e Rebecca Houseknecht - nel loro viaggio verso le finali di New York.
First Position è stato presentato in anteprima mondiale durante la 36ª edizione del Toronto International Film Festival l'11 settembre 2011. Ha vinto il plauso della critica e numerosi premi dei maggiori festival cinematografici statunitensi prima che uscisse nelle sale negli Stati Uniti il 4 maggio 2012.
Dance School Diaries
Nel 2014, YAGP è diventato il soggetto di "Dance School Diaries", una serie TV - reality per il web che vede quattro partecipanti di YAGP - Lex Ishimoto, Madison Chappel, Andrea Guite e Sage Humphries - combattere per il loro sogno di diventare ballerini professionisti. "Dance School Diaries" è andato in onda su DanceOn, una piattaforma Internet con un pubblico di oltre 100 milioni di spettatori. È stato coprodotto da Nigel Lythgoe, creatore di "American Idol" e "So You Think You Can Dance", Kevin Brown, Alex Reznik e Lawrence Bender. La serie è stata vista in tutto il mondo e ha ricevuto numerosi consensi.

## Mostra di danza e moda al FIT
Nel 2014, YAGP è entrato a far parte della storia della moda attraverso la mostra Dance & Fashion, organizzata, presso il Museo del Fashion Institute of Technology di cui è direttrice, da Valerie Steele. La mostra ha esplorato la sinergia tra danza e moda.
Come parte della mostra, il famoso stilista statunitense Ralph Rucci ha creato costumi speciali per Calvin Royal III (attualmente primo ballerino all'American Ballet Theatre), che ha eseguito un pezzo appositamente commissionato, coreografato da Gemma Bond sulla musica originale di Karen LeFrak .

## Consiglio di Amministrazione
Youth America Grand Prix (YAGP) è un'organizzazione educativa no profit 501 (c) (3) con sede a New York. Il consiglio di amministrazione della stagione 2019 comprende: Linda K. Morse, presidente; Barbara Brandt, presidente emerito; Larissa Saveliev - Fondatrice e direttrice artistica; Gary Brandt; Jose Manuel Carreño; Suzanne Dance; Gloria Fu; Sergey Gordeev; Suzanne Hall; Judith M. Hoffman; Marcella Guarino Hymowitz; Susan Jaffe; Margot London, Vicepresidente; Christina Lyon; B Michael; Ellen Mondshine, segretaria; Richard Osterweil; Howard S. Paley; Elizabeth Papadopoulos; Susan Gluck Pappajohn; Joy Sabella; Hee Seo; John L. Sills, Esq., Tesoriere; Julia Steyn; Terry Zucker.